# Falck Portugal

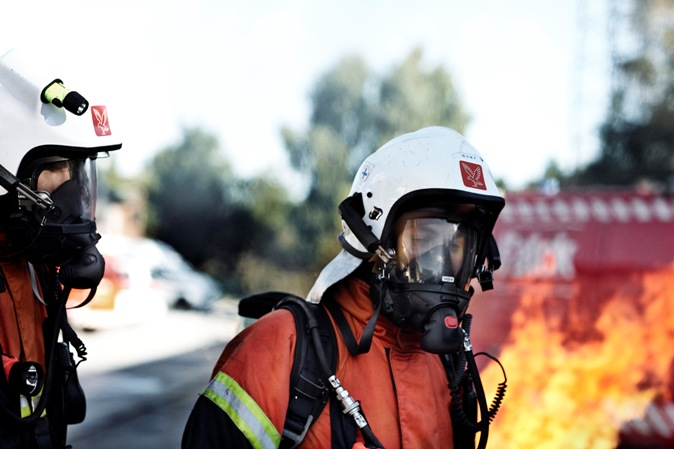
Combate a incêndios

A Falck é uma empresa de origem dinamarquesa que atua em quatro áreas: Emergência (serviços de incêndio, serviços de ambulância, etc.), Assistência (serviços de assistência rodoviária, etc.), Cuidados de Saúde (clínicas, assistentes médicos, médicos) e Serviços de Segurança (principalmente o treino de segurança para a indústria marítima ”off-shore” e eólica). A empresa está presente em 47 países, distribuídos por 5 continentes e emprega mais de 35.000 pessoas a nível global.
Nos EUA a Falck emprega – em Abril de 2015 – mais de 4,700 pessoas nos seus serviços de segurança marítima e ”off-shore” e no negócio de ambulâncias. 
Na Polónia 3,200 pessoas estão empregadas nas áreas de emergência e cuidados de saúde. Na Eslováquia são 2,500 o pessoal de emergência. Na Suécia a Falck emprega mais de 2,000 pessoas nos setores de emergência, assistência e cuidados de saúde, e na vizinha Noruega mais de 400 pessoas. Na Alemanha os colaboradores da Falck ascendem a mais de 1,700 pessoas nas áreas de emergência e dos serviços de segurança.
Na América Latina, mais especificamente na Colômbia, Panamá, Venezuela, Equador, Uruguai, El Salvador e Brasil, a Falck tem mais de 3,000 empregados nas áreas de emergência e serviços de segurança marítima e ”off-shore”.

## História[carecede fontes?]

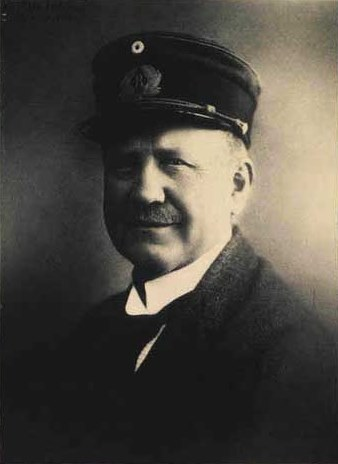
Sophus Falck

A Falck foi fundada a 3 de Outubro de 1906, por Sophus Falck, 22 anos depois do incêndio de 1884 no Castelo de Christiansborg, em Copenhaga, no qual Sophus esteve presente prestando ajuda. Foi na altura do incêndio que Falck teve a ideia de criar o “Corpo de Salvamento de Copenhaga e Frederiksberg”.
Sophus Falck começou por financiar a sua Unidade de duas maneiras: a primeira foi comparecer rapidamente nos incêndios que se declarassem na cidade, e depois receber pagamento das Companhias de Seguro; a segunda maneira foi oferecer ajuda, mediante o pagamento de uma taxa de subscrição anual, a grandes clientes privados (por exemplo fábricas, castelos, casas senhoriais) e instituições públicas, não só em caso de incêndio, mas também em casos de tempestades e danos causados pela água.
Em 1907, o “Corpo de Salvamento” adquiriu a primeira ambulância automóvel na Escandinávia, e em 1908 Falck assinou o seu primeiro contrato de emergência com o concelho de Gentofte, a norte de Copenhaga.
Em 1919, na sequência do acidente ferroviário em Vigerslev, onde o “Corpo de Salvamento” trabalhou salvando as pessoas que estavam presas nos destroços, Falck conseguiu que as Autoridades de Copenhaga passassem a suportar financeiramente a sua Unidade de Bombeiros.
Em 1926, com a morte de Sophus Falck, foram os seus dois filhos mais velhos, Rudolph e William, que passaram a gerir a empresa até à morte de Rudolph em 1933. William foi então nomeado Diretor Geral, posição que ocupou até à sua morte em 1966.
Dos anos 30 aos anos 50, Falck seguiu uma estratégia de abrir postos de bombeiros e salvamento por toda a Dinamarca, e por volta de 1956, postos locais de bombeiros tinham sido estabelecidos em 100 sítios na Dinamarca.
A Falck continuou a crescer, mas na década de 70 a empresa deparou-se com dificuldades financeiras enquanto a economia nacional se afundava com o início da crise do petróleo em 1973.
Em 1988 a Companhia de Seguros dinamarquesa Baltica comprou a empresa à quarta geração da família Falck. Descobriu-se que a propriedade privada e gestão profissional eram exatamente o que a empresa dinamarquesa necessitava. Em 1991, a Falck integrou a empresa norueguesa de assistência rodoviária Falken, e começou a procurar uma empresa semelhante na Suécia, a fim de estabelecer um serviço completo de assistência rodoviária escandinavo. A Falck também lançou uma empresa muito pequena de assistência rodoviária na ex-RDA, na forma do franchise Falck Rettungsdienst.

### Década de 2000
No ano 2000, a Falck fundiu-se com a Group4 criando a Group4 Falck. O plano era integrar serviços de socorro e de segurança de modo a que as duas pudessem aprender uma com a outra.[carece de fontes?]
Em Fevereiro de 2005 a Nordic Capital comprou as ações da Falck e em 2011 vendeu-as, fazendo da “The Lundbeck Foundation” e da “KIRKBI” as principais acionistas.

References
1. ↑  Falck Group (ed.). «Gobal Presence». Falck. Consultado em 15 de Junho de 2015
2. ↑  A. Hodge, Greve, Graeme, Carsten (2005). The Challenge of Public-private Partnerships: Learning from International Experience. Reino Unido: Edward Elgar Publishing. p. 257 - 267